# Batalla de Margalef
La batalla de Margalef tingué lloc el 23 d'abril de 1810, entre les tropes espanyoles i suïsses del general O'Donnell que tractaven d'aixecar el setge de Lleida i les tropes franceses i poloneses del mariscal Louis Gabriel Suchet que encerclaven la vila.

## Antecedents
Les tropes espanyoles van ser incapaces d'expulsar de la península els francesos després de ser derrotades a la batalla de Tudela el 23 de novembre de 1808. Les tropes de Napoleó continuaren l'avanç cap a Madrid, i pocs dies després derrotaren les forces espanyoles a la batalla de Somosierra, abans d'entrar a la capital el 4 de desembre. Soult rep ordres de l'emperador de perseguir i derrotar l'exèrcit anglès del general Moore, que hagué de reembarcar durant la batalla de La Corunya. Saragossa quedà assetjada, Saint-Cyr derrotà les tropes de Joan Miquel de Vives i Feliu a la batalla de Llinars i entren a la capital de Catalunya el 17 de desembre de 1808.
Amb el front estabilitzat fins a la batalla de Valls, el 25 de febrer de 1809, la derrota espanyola permet que el 26 de febrer les tropes franceses entrin a Reus, i la mort de Teodoro Reding feu que Antonio Malet de Coupigny prengués el comandament de l'exèrcit espanyol a Catalunya interinament. Immediatament després s'atacà Girona, la defensa de la qual fou dirigida pel general Àlvarez de Castro, assetjada per Saint-Cyr entre maig i desembre de 1809. El 10 de desembre Girona capitulava davant del nou cap de les tropes franceses, el mariscal Charles Pierre François Augereau, duc de Castiglione.
Després de la desfeta de Vic, el general O'Donnell aconseguí reunir 15.000 homes, el dia 22 d'abril sortí de Tarragona i, passant per Montblanc, es dirigí cap a Lleida, assetjada per les forces del mariscal Suchet. En el seu pla havia previst arribar a la vila al mateix temps que les tropes de l'interior feien una sortida. Un carta del governador l'informava que la cavalleria francesa s'havia allunyant i tan sols restaven 300 cavalls vora la ciutat.

## Batalla
El matí del dia 23 arribà a Juneda, on deixà els 3.000 homes de la divisió del mariscal de camp Pirez i continuà amb l'avantguarda, formada pels 4.000 homes de la divisió del mariscal de camp Miguel Ibarrola, disposats en tres columnes. A migjorn, aquesta avantguarda travessava la plana de Margalef i a la vista de la ciutat de Lleida entrà en contacte amb les avançades franceses que vigilaven el cap de pont de la riba esquerra del Segre.
El general Jean Isidore Harispe, veient la proximitat dels espanyols a les seves avançades, es posà al front d'un esquadró d'hússars i de "voltigeurs" de la infanteria de línia francesa. Aquestes tropes bloquejaren la progressió espanyola de la columna més avançada. Després d'un intercanvi de trets els espanyols foren rebutjats, i van haver de replegar-se sobre les dues columnes de la divisió d'Ibarrola que encara marxaven en columna pel camí, sense sospitar que el general Musnier, procedent de Tàrrega, amb 5 batallons d'infanteria polonesos i 3 esquadrons de cuirassers, cauria sobre el seu flanc dret.
Els tres esquadrons de cuirassers arribaren i es llençaren a la càrrega coltellejant tant els infants com els genets espanyols. Aquests, sense temps per formar tots els seus batallons en ordre de batalla, retrocediren en desordre. En la seva fugida trobaren un batalló suís del regiment Kàiser, destacats de la divisió Pirez, que abaixaren les armes i foren atropellats pels desbandats.
Els imperials perseguiren els fugitius fins a Juneda, on foren continguts per la divisió de Pirez. El general O'Donnell pogué replegar els seus efectius i es retirà precipitadament cap a les Borges Blanques i Montblanc.

## Conseqüències
El combat fou brutal, ràpid i per part dels napoleònics únicament intervingueren els 450 homes del regiment de cuirassers. El balanç fou aclaparador: 300 homes d'O'Donnell moriren, 5.617 foren fets presoners. Els imperials capturaren un general, el brigadier Despuig, vuit coronels, tres canons i tres banderes, mentre pel costat francès tan sols es comptaren 23 morts i 82 ferits.